# 公式令
公式令（こうしきれい、明治40年2月1日勅令第6号）は、大日本帝国憲法（明治憲法）に定められた天皇の行為により作成される文書の様式・基準を定めた勅令。
宮内省大臣官房秘書課文書係（現・宮内庁長官官房秘書課）が所管し、帝國議会貴衆両院事務局並びに枢密院書記官長と連携して執行にあたった。

## 概要
詔書・勅書の形式、帝国憲法の改正・皇室典範の改正の公布、皇室令・法律・勅令の公布、予算・契約の公布、国際条約の発表、閣令・省令・宮内省令の形式、国書・親書・条約批准書・全権委任状などの外交文書の形式、親任式で任じる官の官記の形式、爵記・位記・勲記の形式などについて定めている。

## 沿革
明治40年（1907年）
帝室制度調査局での検討に基き、枢密院の諮詢を経て制定。公文式（明治19年勅令第1号）は、これに伴い廃止。
昭和22年（1947年）
日本国憲法（昭和憲法）および内閣法の施行と同時に発布された「内閣官制の廃止等に関する政令」（昭和22年政令第4号）により同年5月3日を以て廃止された。以降、同様の法令は制定されてこなかった。そのため、現在、法令の公布や、昭和憲法に定められる天皇の国事行為に伴って作成される文書の形式は慣例による。実際には、ほぼ公式令に沿っている。
令和5年（2023年）
12月6日、官報発行法が参議院本会議で可決成立。2025年（令和7年）までに同法が施行されると、法令（憲法、条約、法律、政令、省令、詔書、告示等）の公布は官報に掲載して行うことが法的にも義務付けられることになった。

## 内容
詔書
皇室の大事を宣誥し及び大権の施行に関する勅旨を宣誥するは別段の形式によるものを除くの外詔書を以てする。
詔書には親署の後御璽を鈐し、その皇室の大事に関するものには、宮内大臣が年月日を記入し、内閣総理大臣とともにこれを副署する。その大権の施行に関するものには内閣総理大臣が年月日を記入しこれに副署し又は他の国務各大臣とともにこれを副署する。
勅書
文書に由り発する勅旨にして宣誥しないものは別段の形式によるものを除くの外勅書を以てする。
勅書には親署の後御璽を鈐し、その皇室の事務に関するものには宮内大臣が年月日を記入しこれに副署する。その国務大臣の職務に関するものには内閣総理大臣が年月日を記入しこれに副署する。
帝国憲法の改正
帝国憲法の改正は上諭を附してこれを公布する。上諭には枢密顧問の諮詢及び帝国憲法第73条による帝国議会の議決を経たる旨を記載し、親署の後御璽を鈐し内閣総理大臣が年月日を記入し他の国務各大臣とともにこれに副署する。
皇室典範の改正
皇室典範の改正は上諭を附してこれを公布する。上諭には皇族会議及び枢密顧問の諮詢を経たる旨を記載し親署の後御璽を鈐し、宮内大臣が年月日を記入し国務各大臣とともにこれに副署する。
皇室令
皇室典範に基づく諸規則、宮内官制その他皇室事務に関し勅定を経たる規程にして発表を要するものは、皇室令とし上諭を附してこれを公布する。上諭には親署の後御璽を鈐し、宮内大臣は年月日を記入しこれに副署する。国務大臣の職務に関連する皇室令の上諭には内閣総理大臣又は内閣総理大臣及び主任の国務大臣とともにこれに副署する。
法律
法律は上諭を附してこれを公布する。上諭には帝国議会の協賛を経たる旨を記載し親署の後御璽を鈐し内閣総理大臣が年月日を記入しこれに副署し又は他の国務各大臣若しくは主任の国務大臣とともにこれに副署する。
勅令
勅令は上諭を附してこれを公布する。上諭には親署の後御璽を鈐し、内閣総理大臣が年月日を記入しこれに副署し又は他の国務各大臣若は主任の国務大臣とともにこれに副署する。
枢密顧問の諮詢を経たる勅令及び貴族院の諮詢を経たる勅令の上諭にはその旨を記載し帝国憲法第8条第1項又は第70条第1項により発する勅令の上諭にはその旨を記載する。
帝国議会において帝国憲法第8条第1項の勅令を承認しない場合において、その効力を失うことを公布する勅令の上諭には、同条第2項に依る旨を記載する。
国際条約
国際条約を発表するときは上諭を附してこれを公布する。上諭には、枢密顧問の諮詢を経たる旨を記載し、親署の後御璽を鈐し、内閣総理大臣が年月日を記入し主任の国務大臣とともにこれに副署する。
予算及び予算外国庫の負担となるべき契約を為すの件
予算及び予算外国庫の負担となるべき契約を為すの件は、上諭を附してこれを公布する。上諭には帝国議会の協賛を経たる旨を記載し、親署の後御璽を鈐し、内閣総理大臣が年月日を記入し主任の国務大臣とともにこれに副署する。
閣令・省令・宮内省令
閣令には内閣総理大臣が年月日を記入しこれに署名する。
省令には各省大臣が年月日を記入しこれに署名する。
宮内省令には宮内大臣が年月日を記入しこれに署名する。
施行日
皇室令、勅令、閣令及び省令は別段の施行時期ある場合の外公布の日より起算し満20日を経てこれを施行する。
公文の公布
以上の公文を公布するは官報を以てする。
国書等
国書その他外交上の親書、条約批准書、全権委任状、外国派遣官吏委任状、名誉領事委任状及び外国領事認可状には、親署の後国璽を鈐し、主任の国務大臣がこれに副署する。外務大臣に授ける全権委任状には内閣総理大臣がこれに副署する。
官記等（戦後で改正がある）
親任式を以て任する官の官記には、親署の後御璽を鈐し内閣総理大臣が年月日を記入しこれに副署する。宮内官に付ては宮内大臣が年月日を記入しこれに副署する。
内閣総理大臣を任ずるの官記には他の国務大臣、宮内大臣を任ずるの官記には侍従長が年月日を記入しこれに副署する。
一級官の官記及び一級に叙するの級記には御璽を鈐し内閣総理大臣が年月日を記入しこれを奉ずる。一級宮内官の官記及び一等に叙するの等記については宮内大臣が年月日を記入しこれを奉ずる。
二級官の官記及び二級に叙するの級記には内閣の印を鈐し内閣総理大臣が年月日を記入しこれを宣ずる。二級宮内官の官記及び二等に叙するの等記については宮内省の印を鈐し宮内大臣が年月日を記入しこれを宣ずる。
官を免ずるの辞令書
親任式を以て任したる官を免ずるの辞令書には御璽を鈐し内閣総理大臣が年月日を記入しこれを奉ずる。宮内官に付ては宮内大臣が年月日を記入しこれを奉ずる。
内閣総理大臣を免するの辞令書には他の国務大臣が、宮内大臣を免するの辞令書には侍従長が年月日を記入しこれを奉ずる。
一級官を免ずるの辞令書には内閣総理大臣が年月日を記入しこれを奉ずる。一級宮内官については宮内大臣が年月日を記入しこれを奉ずる。
二級官を免ずるの辞令書には内閣総理大臣が年月日を記入しこれを宣ずる。二級宮内官については宮内大臣が年月日を記入しこれを宣ずる。
爵記
爵記には親署の後御璽を鈐し宮内大臣が年月日を記入しこれに副署する。
位記
一位の位記には親署の後御璽を鈐し宮内大臣が年月日を記入しこれに副署する。
二位以下四位以上の位記には御璽を鈐し宮内大臣が年月日を記入しこれを奉ずる。
五位以下の位記には宮内省の印を鈐し宮内大臣が年月日を記入しこれを宣ずる。
爵位の返上を命じ又は允許するの辞令書
爵位の返上を命じ又は允許するの辞令書には宮内大臣が年月日を記入しこれを奉ずる。
勲記
勲一等功二級以上の勲記には親署の後国璽を鈐し、勲二等功三級以下の勲記には国璽を鈐し、内閣総理大臣が旨を奉じて賞勲局総裁に年月日を記入させこれに副署させる。
勲記には勲章の種別に従い号数を附し簿冊に記入する旨を附記し賞勲局の印を鈐し賞勲局総裁の指定する賞勲局事務官がこれに署名する。
記章の証状並びに外国勲章及び記章の佩用免許の証状
記章の証状並びに外国勲章及び記章の佩用免許の証状には、内閣総理大臣が旨を奉じて賞勲局総裁に年月日を記入させ賞勲局の印を鈐しこれに署名させる。
証状には、その種別に従い号数を附し、簿冊に記入する旨を附記し、賞勲局の印を鈐し、賞勲局総裁の指定する賞勲局事務官がこれに署名する。
勲章及記章並びに外国勲章及び記章の佩用免許の証状を褫奪するの辞令書
勲章及記章並びに外国勲章及び記章の佩用免許の証状を褫奪するの辞令書には、内閣総理大臣が旨を奉じて賞勲局総裁に年月日を記入させ賞勲局の印を鈐させこれに署名させる。